# Vacansoleil/Saison 2010
Dieser Artikel listet Erfolge und Mannschaft des Radsportteams Vacansoleil in der Saison 2010 auf.

## Erfolge in den Continental Circuits
| Datum          | Rennen                                      | Kat. | Sieger           |
| 3. Februar     | 1. Etappe Étoile de Bessèges                | 2.1  | Borut Božič      |
| 4. Februar     | 2. Etappe Étoile de Bessèges                | 2.1  | Borut Božič      |
| 7.–12. Februar | Gesamtwertung Tour of Qatar                 | 2.1  | Wouter Mol       |
| 28. Februar    | Kuurne–Brüssel–Kuurne                       | 1.1  | Bobbie Traksel   |
| 21. März       | Ronde van het Groene Hart                   | 1.1  | Jens Mouris      |
| 10. April      | Ronde van Drenthe                           | 1.1  | Alberto Ongarato |
| 2.–6. Juni     | Gesamtwertung Luxemburg-Rundfahrt           | 2.HC | Matteo Carrara   |
| 25. Juni       | Usbekische Meisterschaft – Einzelzeitfahren | NC   | Sergey Lagutin   |
| 27. Juni       | Usbekische Meisterschaft – Straßenrennen    | NC   | Sergey Lagutin   |
| 7. August      | 4. Etappe Burgos-Rundfahrt                  | 2.HC | Romain Feillu    |
| 12. August     | 2. Etappe Tour de l’Ain                     | 2.1  | Romain Feillu    |
| 14. August     | 4. Etappe Tour de l’Ain                     | 2.1  | Wout Poels       |
| 25. August     | Druivenkoers                                | 1.1  | Bjorn Leukemans  |
| 12. September  | Grand Prix de Fourmies                      | 1.HC | Romain Feillu    |
| 14. September  | 4. Etappe Tour of Britain                   | 2.1  | Wout Poels       |
| 17. September  | 7. Etappe Tour of Britain                   | 2.1  | Borut Božič      |
| 3. Oktober     | Sparkassen Münsterland Giro                 | 1.1  | Joost van Leijen |
| 7. Oktober     | Coppa Sabatini                              | 1.1  | Riccardo Riccò   |

## Zugänge – Abgänge
| Zugänge                    | Team 2009                  | Abgänge                   | Team 2010             |
| -------------------------- | -------------------------- | ------------------------- | --------------------- |
| Gorik Gardeyn              | Silence-Lotto              | Gerben Löwik              | Omega Pharma-Lotto    |
| Brice Feillu               | Agritubel                  | Wim De Vocht              | Team Milram           |
| Romain Feillu              | Agritubel                  | Baden Cooke               | Team Saxo Bank        |
| Alberto Ongarato           | L.P.R. Brakes-Farnese Vini | Reinier Honig             | Acqua & Sapone        |
| Joost van Leijen           | Van Vliet EBH Elshof       | Thijs van Amerongen       | AA Drink Cycling Team |
| Rob Ruygh                  | PPL-Belisol Cycling Team   | Aart Vierhouten           | Karriereende          |
| Stéphane Rossetto          | Neoprofi                   | Matthé Pronk (bis 25.04.) | Karriereende          |
| Riccardo Riccò (ab 01.09.) | Ceramica Flaminia          |                           |                       |

## Mannschaft
| Name               | Geburtstag         | Nationalität |              |
| ------------------ | ------------------ | ------------ | ------------ |
| Borut Božič        | 8. August 1980     | Slowenien    |              |
| Matteo Carrara     | 25. März 1979      | Italien      |              |
| Brice Feillu       | 26. Juli 1985      | Frankreich   |              |
| Romain Feillu      | 16. April 1984     | Frankreich   |              |
| Gorik Gardeyn      | 17. März 1980      | Belgien      |              |
| Michał Gołaś       | 29. April 1984     | Polen        |              |
| Arnoud van Groen   | 11. Dezember 1983  | Niederlande  |              |
| Johnny Hoogerland  | 13. Mai 1983       | Niederlande  |              |
| Sergey Lagutin     | 14. Januar 1981    | Usbekistan   |              |
| Joost van Leijen   | 20. Juli 1984      | Niederlande  |              |
| Bjorn Leukemans    | 1. Juli 1977       | Belgien      |              |
| Marco Marcato      | 11. Februar 1984   | Italien      |              |
| Wouter Mol         | 17. April 1982     | Niederlande  |              |
| Martin Mortensen   | 5. November 1984   | Dänemark     |              |
| Jens Mouris        | 12. März 1980      | Niederlande  |              |
| Alberto Ongarato   | 24. Juli 1975      | Italien      |              |
| Wout Poels         | 1. Oktober 1987    | Niederlande  |              |
| Riccardo Riccò     | 1. September 1983  | Italien      |              |
| Stéphane Rossetto  | 6. April 1987      | Frankreich   |              |
| Rob Ruygh          | 12. November 1986  | Niederlande  |              |
| Bobbie Traksel     | 3. November 1981   | Niederlande  |              |
| Frederik Veuchelen | 4. September 1978  | Belgien      |              |
| Lieuwe Westra      | 11. September 1982 | Niederlande  |              |
| Stagiaires         | Stagiaires         | Nationalität | Nationalität |
| Pim Ligthart       | Pim Ligthart       | Niederlande  |              |
| Timothy Stevens    | Timothy Stevens    | Belgien      |              |